# Valentina Corneli

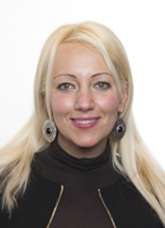
Valentina Corneli

Valentina Corneli é uma política e advogada italiana.

## Carreira
Corneli nasceu em 13 de março de 1986, em Giulianova. Ela é doutora em direito constitucional.
Ela foi eleita para o Parlamento Italiano nas eleições legislativas italianas de 2018.